# Yiinthi torresiana
Yiinthi torresiana là một loài nhện trong họ Sparassidae.
Loài này thuộc chi Yiinthi. Yiinthi torresiana được Hugh Davies miêu tả năm 1994.